# Gotong royong

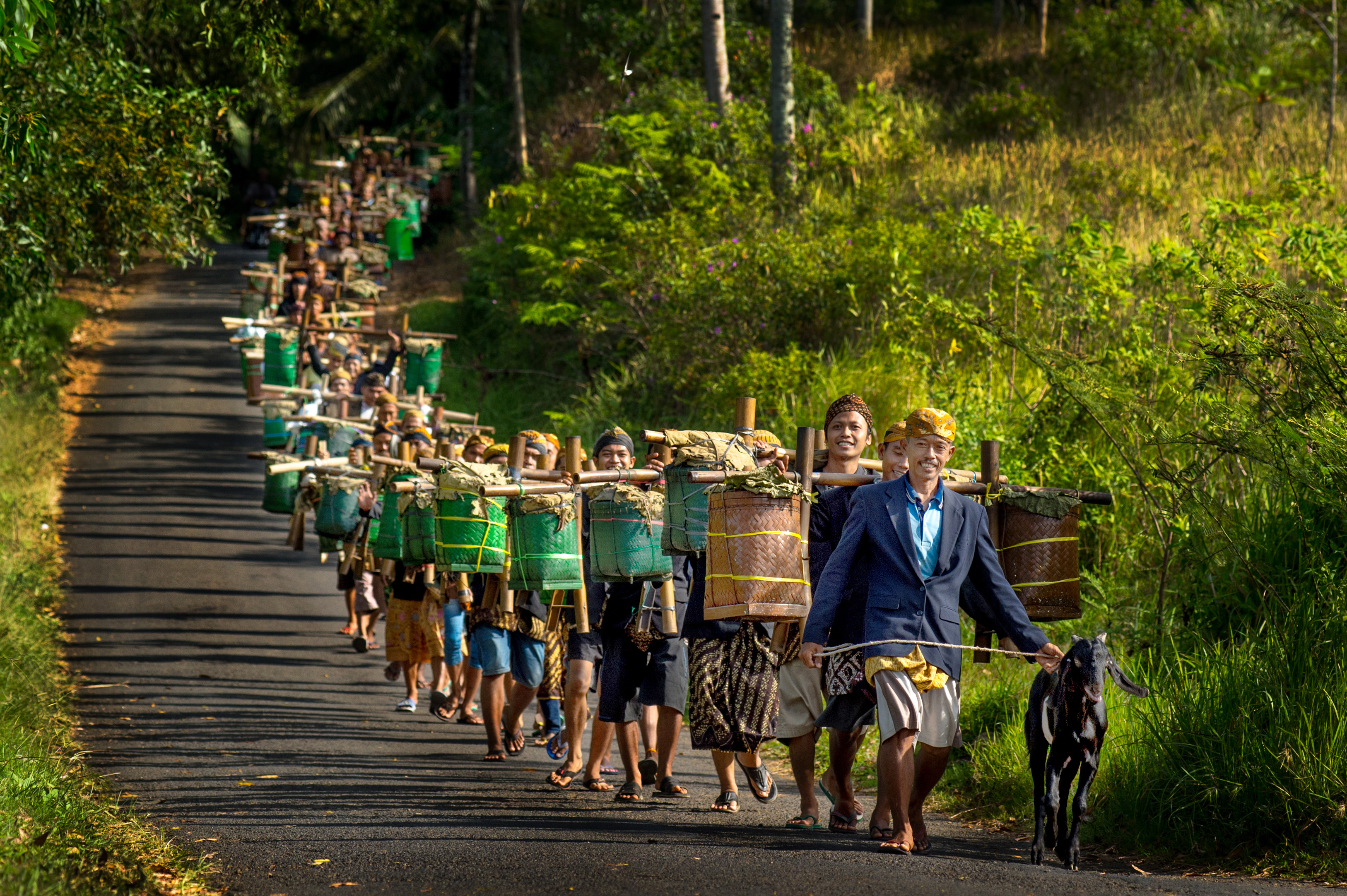
Letterlijke weerspiegeling van gotong royong (samen dragen) tijdens een slametan-ceremonie in het dorp Bonokeling in Banyumas, Midden-Java

Gotong royong is een sociale levensinstelling in Indonesië en Maleisië die zich letterlijk laat vertalen als het gezamenlijk dragen van lasten: gotong is Javaans voor "een last op de schouder dragen" en royong voor "samen" / "gemeenschappelijk". De term verwijst naar samenwerken, elkaar helpen of wederzijdse bijstand.
In dorpen worden openbare voorzieningen, zoals irrigatiesystemen, wegen en gebedshuizen (moskeeën, kerken of pura's), vaak gebouwd door middel van gotong royong, waarbij geld en materialen gezamenlijk bijeengebracht worden. Ook traditionele gemeenschappelijke evenementen, zoals de slametan-ceremonie, worden georganiseerd in de geest van gotong royong, waarbij van alle leden van de gemeenschap wordt verwacht dat zij bijdragen en in harmonie deelnemen aan het karwei.
De geest van vrijwillige samenwerking wordt vaak gepromoot als een culturele waarde. Historisch gezien functioneerde ze op dorpsniveau als een moreel economisch concept en werden dorpelingen veelal in natura beloond. Sinds de groene revolutie nam geld steeds meer de rol over van ruilhandel en gingen bepaalde rechten verloren, zoals op het delen van de oogst. Sociale relaties kregen steeds meer het karakter van een werkgever-werknemerrelatie.

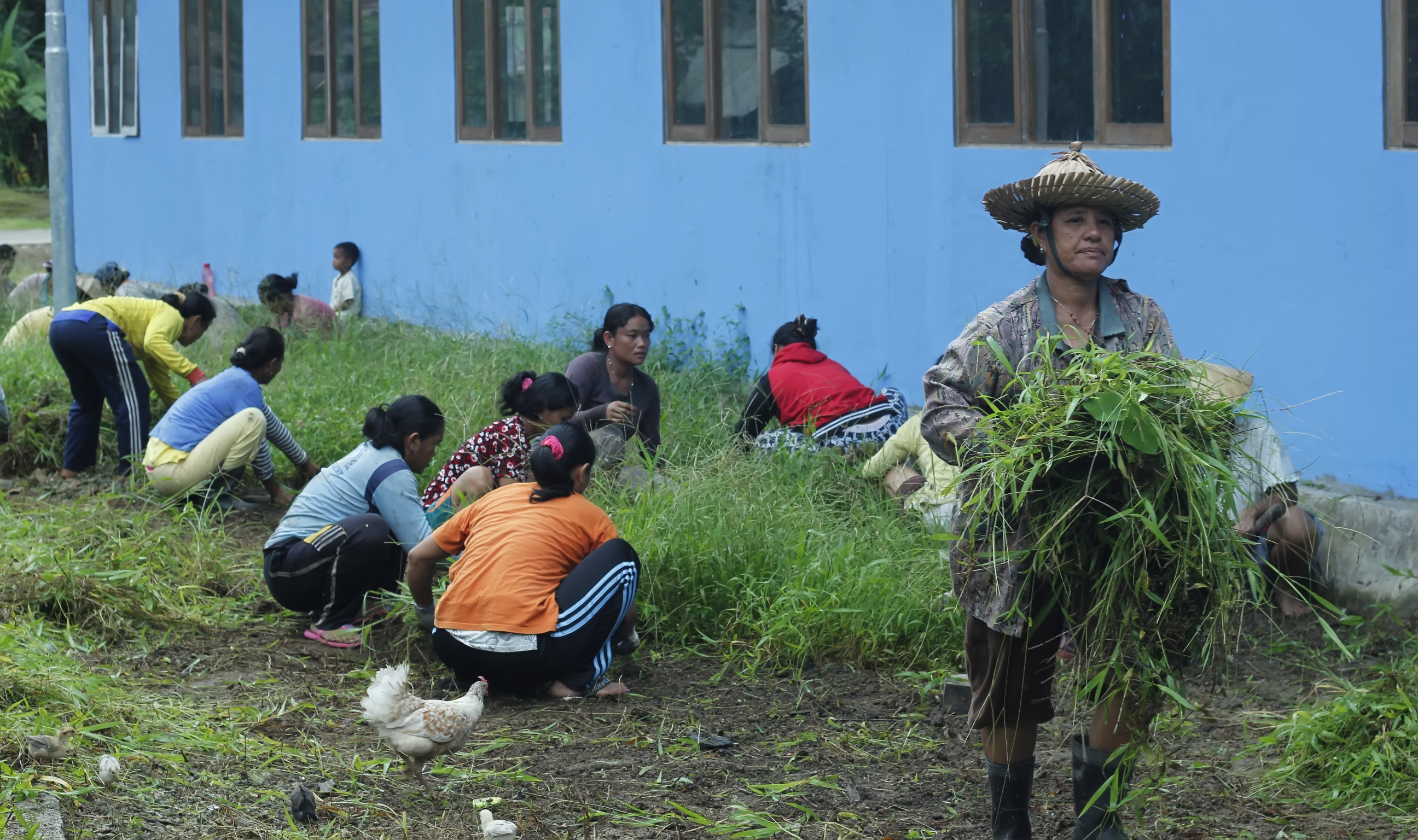
Onderling samenwerkende dorpelingen in Indonesië
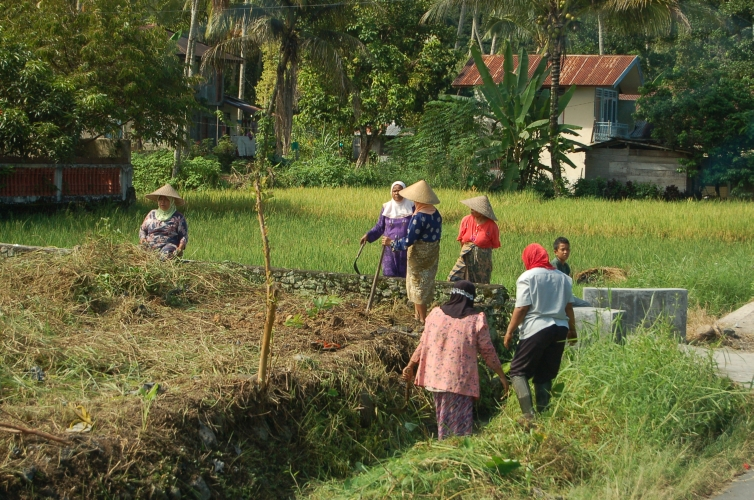
Onderlinge samenwerking in rijstvelden in Maleisië

## Indonesische politiek
In het postkoloniale tijdwerk werd gotong royong omarmd door Indonesische politici. Historicus John Sidel schreef hierover: "Ironisch genoeg gebruikten politici op nationaal niveau dorpsconcepten van adat (gewoonte) en gotong royong. Zij grepen terug op traditionele gemeenschapswaarden om nieuwe vormen van autoritair bestuur te rechtvaardigen."
Tijdens het presidentschap van Soekarno werd gotong royong officieel verheven tot een centraal principe van het Indonesische leven. Hij stelde dat de nieuwe natie synoniem was aan gotong royong en dat de Pancasila uit de grondwet (de vijf staatsprincipes) kon worden gereduceerd tot het idee van gotong royong. In 1960 ontbond hij het gekozen parlement en verving het voor het Gotong Royong-parlement.
Het Nieuwe Orde-regime van president Soeharto werd gekenmerkt door veel retoriek over traditie. Tijdens deze periode werd het idee van gotong royong benut in programma’s zoals Siskamling (het wijkveiligheidssysteem). Tegen de jaren 1990, en mogelijk al eerder, was de term gotong royong verworden tot een lege huls door de propagandistische slogans van het regime.
Tijdens het presidentschap van Megawati Soekarnoputri werd het Gotong Royong-kabinet (2001-2004) gevormd. Dit kabinet droeg de naam als eerbetoon aan de traditie.

## Suriname
In Suriname is gotong royong begin 21e eeuw nog actueel bij delen van de Surinaams-Javaanse bevolking. Er bestaan ook andere samenwerkingsmodellen bij andere bevolkingsgroepen. De gemeenschapszin raakt niettemin steeds verder op de achtergrond en het automatisch leveren van een bijdrage aan de omgeving is niet altijd meer vanzelfsprekend.
Om het woningentekort in Suriname in de jaren 1980 op te lossen, wilde de militaire regering landelijk gotong royong invoeren om de bouw van nieuwe huizen te stimuleren. Dit systeem had de overheid veel kosten kunnen besparen, maar is niet invloedrijk geworden in Suriname.
In Lelydorp werd in 1991 de stichting Dian Dessa opgericht die bouwgronden kocht voor de nog te bouwen wijk Dian Dessa. Gezamenlijk werd het bos gekapt en wegen en nutsvoorzieningen aangelegd. Deze organisatie vindt het belangrijk dat er niet te veel geklaagd moet worden, maar gekeken moet worden wat er zelf gedaan kan worden om minder geld uit te geven. Een van de initiatieven was de organisatie van een Gotong Royong-beurs ter inspiratie van bezoekers, met culinaire demonstraties en uitleg over de verbouw van planten. Dian Dessa initieerde in 2016 een Gotong Royong Monument en in 2022 het monument We love gotong royong.
In Lelydorp bevindt zich verder nog het Gotong Royong Collectief dat zich richt op het "ontwikkelen en verbeteren van de woon-, werk- en leefomstandigheden." De Vereniging Herdenking Javaanse Immigratie hield onder het motto van gotong royong in 2018 een beurs voor startende ondernemers.
In politiek opzicht gebruikte Paul Somohardjo van de Javaanse partij Pertjajah Luhur de filosofie met de verkondiging in gotongroyong-verband de verkiezingen in te gaan met de Algemene Bevrijdings- en Ontwikkelingspartij.